# 에머밀

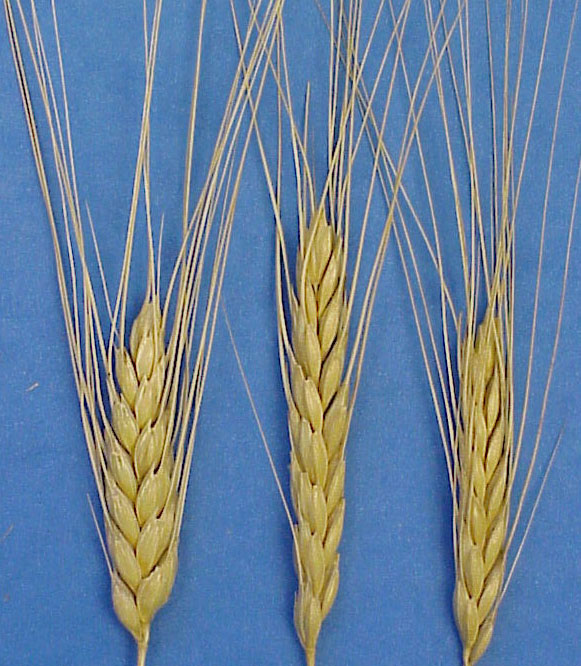

에머밀 또는 엠머밀(emmer wheat, hulled wheat), 에머(Emmer)는 까끄라기 밀의 일종이다. 에머밀은 4배체(4n = 4x = 28개의 염색체)이다.<“Complex Bread Wheat Genome Cracked”.   
엠머밀은 기원전 10,000년부터 재배된 ‘진짜’ 고대밀이다. 엠머밀은 비옥한 초승달 주변에 흩어져 있는 많은 신석기 유적지에서 발견되었다. 가장 초기 재배 시절부터 엠머밀은 곡물 동시대 및 경쟁자였던 아이콘밀과 보리보다 더 두드러진 작물이었다. 
엠머밀은 유전자 변형없이 보존된 순수 고대밀로써 이탈리아에서는 파로라고도 칭한다.
엠머밀은 기원전 10,000년부터 재배된 ‘진짜’ 고대밀이다. 엠 실제로 라틴어 단어(far)이라고 지칭된 고대 로마 곡물은 실제로는 엠머밀이였다는 역사적 근거가 있다. 
또한, 엠머밀은 고대 로마 군인과 이집트 파라오가 먹던 ‘진짜’ 고대밀이다.
엠머밀은 고대 이집트에서 특별한 위치를 차지했는데, 파라오시대에 주로 재배된 밀이었고, 계단 피라미드 아래 지하 저장고에서 재배된 대량으로 보존되어 있는 것이 발견되었다. 
엠머밀은 테트라플로이드 밀(2n=28)로, 두 개의 서로 다른 야생밀이 자연적으로 교잡되어 형성되었다. 요즘 다이어트로 각광받고 있는 듀럼밀 또한 테트라플로이드 밀이며, 엠머밀이 야생 풀(Wild Goat Grass, Aegilops species)과 자연 교배하면서 발전한 것으로 추정된다.
유전적으로 보면, 듀럼밀은 엠머밀의 직접적인 후손이며, 엠머밀에서 유래된 품종 중 하나이다. 
엠머밀은 주로 이탈리아 토스카나 지역에서 재배되는데, 고도가 높고 추우며 건조한 지역 특성 덕분에, 엠머밀(파로) 재배 최적의 조건으로 손꼽힌다. 척박한 환경에서 자라는 만큼 병충해에 대한 강한 내성을 보유하고 있으며, 변종되지 않은 고대 고물이기 때문에 다양한 영양 성분이 함유되어있다.
특히, 비타민, 미네랄, 식이섬유 등의 영양소가 풍부하며, 식단에 활용하여 밥처럼 섭취할 시 혈당 조절, 소화, 다이어트 등 건강 관리에 도움이 될 수 있다. 
[현강1]“Complex Bread Wheat Genome Cracked”. 《Nat Geo Food》. 2017년 7월 17일. 2014년 7월 17일에 원본 문서에서 보존된 문서.
[현강2]Dhanavath, S., & Rao, U. P. (2017b). Nutritional and Nutraceutical Properties ofTriticum DicoccumWheat and its Health benefits: An Overview. Journal of Food Science, 82(10), 2243–2250. https://doi.org/10.1111/1750-3841.13844
[현강3]Mohammadi, M., Mirlohi, A., Majidi, M. M., & Kartalaei, E. S. (2021). Emmer wheat as a source for trait improvement in durum wheat: a study of general and specific combining ability. Euphytica, 217(4). https://doi.org/10.1007/s10681-021-02796-x
[1]Dhanavath, S., & Rao, U. P. (2017b). Nutritional and Nutraceutical Properties ofTriticum DicoccumWheat and its Health benefits: An Overview. Journal of Food Science, 82(10), 2243–2250. https://doi.org/10.1111/1750-3841.13844
[2]Mohammadi, M., Mirlohi, A., Majidi, M. M., & Kartalaei, E. S. (2021). Emmer wheat as a source for trait improvement in durum wheat: a study of general and specific combining ability. Euphytica, 217(4). https://doi.org/10.1007/s10681-021-02796-x